# Billie vs Benjamin
Billie vs Benjamin is een Vlaamse fictiereeks geregisseerd door Tim Van Aelst en Dries Vos. Op 17 januari 2022 werd de serie uitgebracht op Streamz en tussen 30 september en 28 oktober 2022 uitgezonden op VTM. Acteurs Charlotte Timmers en Ward Kerremans spelen de hoofdpersonages, Billie Jacobs en Benjamin Smits.

## Verhaal
De politiek linksgeoriënteerde Billie en de rechtsgeoriënteerde Benjamin ontmoeten elkaar wanneer ze allebei op vrijgezellenweekend zijn en lijken een 'match made in heaven'. Een discussie over politiek legt echter hun meningsverschillen bloot. De verliefdheid tussen hen is groot, maar hun meningen drijven hen verder uit elkaar en is de vraag of hun relatie dat kan overleven.

## Rolverdeling
| Acteur               | Personage      | Seizoen | Seizoen | Totaal |
| Acteur               | Personage      | 1       | 2       | Totaal |
| -------------------- | -------------- | ------- | ------- | ------ |
| Charlotte Timmers    | Billie Jacobs  | 6       | 6       | 12     |
| Ward Kerremans       | Benjamin Smits | 6       | 6       | 12     |
| Jeroen Perceval      | Tommie         | 6       | 6       | 12     |
| Joke Emmers          | Marie          | 6       | 6       | 12     |
| Mieke De Groote      | Linda          | 6       | 6       | 12     |
| Frank Focketyn       | Erik Smits     | 3       | 6       | 9      |
| Ruben Block          | verteller      | 6       |         | 6      |
| Ferre Van den Broeck | Nora Smits     |         | 6       | 6      |
| Anass Haskouri       | Rami           |         | 6       | 6      |
| Goua Robert Grovogui | Aziz Abibio    | 5       |         | 5      |
| Alicia Andries       | Hanya Nazari   |         | 5       | 5      |
| Helder Onkelinx      | Jayden Cox     |         | 5       | 5      |
| Simon Van Buyten     | Danny-boy      | 3       | 2       | 5      |
| Tuur Roels           | Alexander      | 3       |         | 3      |
| Begir Memeti         | Jamal          |         | 3       | 3      |
| Sofie Palmers        | Valerie        |         | 3       | 3      |
| Julie Poelmans       | Eva            | 2       |         | 2      |

## Afleveringen

### Seizoen 1
| Nr. | Datum uitzending VTM | Kijkcijfers | Top 10 |
| --- | -------------------- | ----------- | ------ |
| 1   | 30 september 2022    | 283.326     | 10     |
| 2   | 30 september 2022    | 283.326     | 10     |
| 3   | 7 oktober 2022       | 359.980     | 10     |
| 4   | 14 oktober 2022      | 284.271     | 11     |
| 5   | 21 oktober 2022      | 302.537     | 10     |
| 6   | 28 oktober 2022      | 217.781     | 12     |

### Seizoen 2
| Nr. | Datum uitzending VTM | Kijkcijfers | Top 10   |
| --- | -------------------- | ----------- | -------- |
| 1   | 4 september 2024     | Onbekend    | Onbekend |
| 2   | 13 september 2024    | 77.194      | 17       |
| 3   | 21 september 2024    | Onbekend    | Onbekend |
| 4   | 28 september 2024    | Onbekend    | Onbekend |
| 5   | 5 oktober 2024       | Onbekend    | Onbekend |
| 6   | 12 oktober 2024      | Onbekend    | Onbekend |

## Ontvangst
Het Belgische tijdschrift Humo beoordeelde de serie met twee van de vijf sterren, met als commentaar: De poging om een versie van Romeo en Julia te brengen voor onze gepolariseerde samenleving blijft steken in onduidelijke bedoelingen en een slap scenario. Van dagblad Het Laatste Nieuws kreeg de serie vier uit vijf sterren toebedeeld, en noemde de serie mogelijk het mooiste liefdesverhaal dat u dit najaar op tv zal zien.